# مكتوم بن حشر بن مكتوم آل مكتوم
مكتوم بن حشر بن مكتوم آل مكتوم هو عضو في العائلة الحاكمة في دبي. وهو ابن عم ثانٍ لـ محمد بن راشد آل مكتوم، حاكم دبي الحالي. كان جد محمد بن راشد آل مكتوم سعيد بن مكتوم والجد الأكبر لمكتوم جمعة بن مكتوم إخوة. ابن أخيه الأكبر هو أحمد بن محمد بن حشر آل مكتوم.

## النشأة والتعليم والعمل
حصل مكتوم على درجة البكالوريوس في العلوم المالية مع مرتبة الشرف من جامعة سوفولك، بوسطن، ماساتشوستس، الولايات المتحدة الأمريكية. يشغل مكتوم حاليًا منصب رئيس مجلس إدارة شركة دبي العالمية القابضة (شركة استثمارية خاصة تتمتع بخبرة واسعة في مجال الموارد الطبيعية والتعدين والطاقة التقليدية والمتجددة)، ونادي النصر الرياضي.
بصفته مديرًا لشركة شادار القابضة، ساعد مكتوم في جلب فيرجين ميغاستورز وبرومود بول آند بر بيرشكا إلى الإمارات العربية المتحدة.
كان مكتوم هو المؤسس والرئيس لسلسلة سباقات جائزة إيه 1 الكبرى. بعد الموسم الأول الناجح للغاية من جائزة إيه 1 الكبرى، والذي أثبت خلاله مكتوم أنه شكل جديد ومثير من رياضة السيارات، أُعلن في 29 سبتمبر 2006 أنه سيبيع منصبه كرئيس ومدير لـجائزة إيه 1 الكبرى. انتهى من نقل حصته في تنظيم جائزة إيه 1 الكبرى إلى راب كابيتال في ديسمبر 2006.
اختير مكتوم حشر مكتوم آل مكتوم كقائد عالمي شاب لعام 2007 من قبل المنتدى الاقتصادي العالمي. حصل مكتوم حشر مكتوم آل مكتوم على جائزة "الرئيس التنفيذي للعام" المرموقة في قطاع العقارات في منطقة الشرق الأوسط وشمال أفريقيا. وفي أعقاب الأزمة المالية التي ضربت سندات دبي في عام 2010، ساعد مكتوم على تهدئة الأسواق من خلال شراء سندات دبي قبل إعادة هيكلة الدين. في مايو 2011، أعلنت شعاع كابيتال أنه عين مكتوم رئيسًا لمجلس إدارتها، بسبب سجله الحافل بدعم التحولات الناجحة في الأعمال.

## روابط خارجية
- عاصفة الصحراء في دبي – Forbes.com
- شركة دبي العالمية القابضة
- جائزة إيه 1 الكبرى نسخة محفوظة 6 يوليو 2005 على موقع واي باك مشين.